# Xenochrophis flavipunctatus
Espèce
Synonymes
- Amphiesma flavipunctatum Hallowell, 1860

Statut de conservation UICN

 LC  : Préoccupation mineure
Xenochrophis flavipunctatus est une espèce de serpents de la famille des Natricidae. 

## Répartition
Cette espèce se rencontre :
- en Birmanie ;
- en Thaïlande ;
- dans le sud de la République populaire de Chine ;
- à Taïwan ;
- au Laos ;
- au Cambodge ;
- au Viêt Nam.

## Publication originale
- Hallowell, 1861 "1860" : Report upon the Reptilia of the North Pacific Exploring Expedition, under command of Capt. John Rogers, U. S. N. Proceedings of the Academy of Natural Sciences of Philadelphia, vol. 12, p. 480-510 (texte intégral).